# Поляков, Сергей Васильевич (футболист)
Сергей Васильевич Поляков (19 апреля 1975, Обнинск) — российский футболист, нападающий.

## Биография
Сергей Поляков родился 19 апреля 1975 года в Обнинске.
Воспитанник детско-юношеской спортивной школы «Квант» в Обнинске, первый тренер Юрий Шуванов. В ФК «Обнинск» дебютировал в 1992 году в первенстве КФК. Играл за команду во второй (1992) и третьей (1996—1997) лигах. В 1997 году в первой лиге в составе ижевского «Газовика-Газпром» провёл один матч. В 1999—2001 годах в чемпионате Белоруссии за «Неман-Белкард» Гродно сыграл 70 матчей, забил 17 голов. Во втором дивизионе России выступал за «Витязь» Крымск (2002), «Знамя Труда» Орехово-Зуево (2003), «Локомотив» Калуга (2004). На любительском уровне играл за команды «Текстильщик» Ермолино (2003, 2004), «Обнинск» (2003), «Малоярославец-Агрисовгаз»/«Малоярославец» Малоярославец (2005—2006).